# Clemente Fernández
Clemente Fernández (* 17. Oktober 1879 in Peñerudes (Morcín); † 28. April 1952) war ein spanischer römisch-katholischer Geistlicher, Dominikaner und Präfekt der Apostolischen Präfektur Formosa in Taiwan.

## Leben
Clemente Fernández empfing am 8. September 1903 die Priesterweihe. Von 1913 bis 1921 war er der erste Präfekt der neugegründeten Apostolischen Präfektur Formosa (Taiwan). Danach wurde er nach Manila versetzt.